# 장단콩
장단콩은 과거 장단군 이라고 불리던 지역에서 생산되는 재래종 콩이다. 대한민국에서는 파주시 장단출장소 지역이나 연천군 장남면(구 장단군)에서 생산되는 콩이다. 장단콩마을은 구 장단군 지역인 임진강 이북의 민통선에 있어 신분증을 맡겨야 들어갈 수 있다. 매년 11월에는 장단콩축제를 개최하는데 구 장단군 지역은 아니지만, 다리만 건너면 장단 지역인 임진각 평화누리에서 개최한다. 조선민주주의인민공화국에서는 장풍군 대덕산리에서 재배되고 있다. 연천군에서는 장단콩 브랜드를 파주시만큼 적극 사용하진 않는다.

## 사진 갤러리

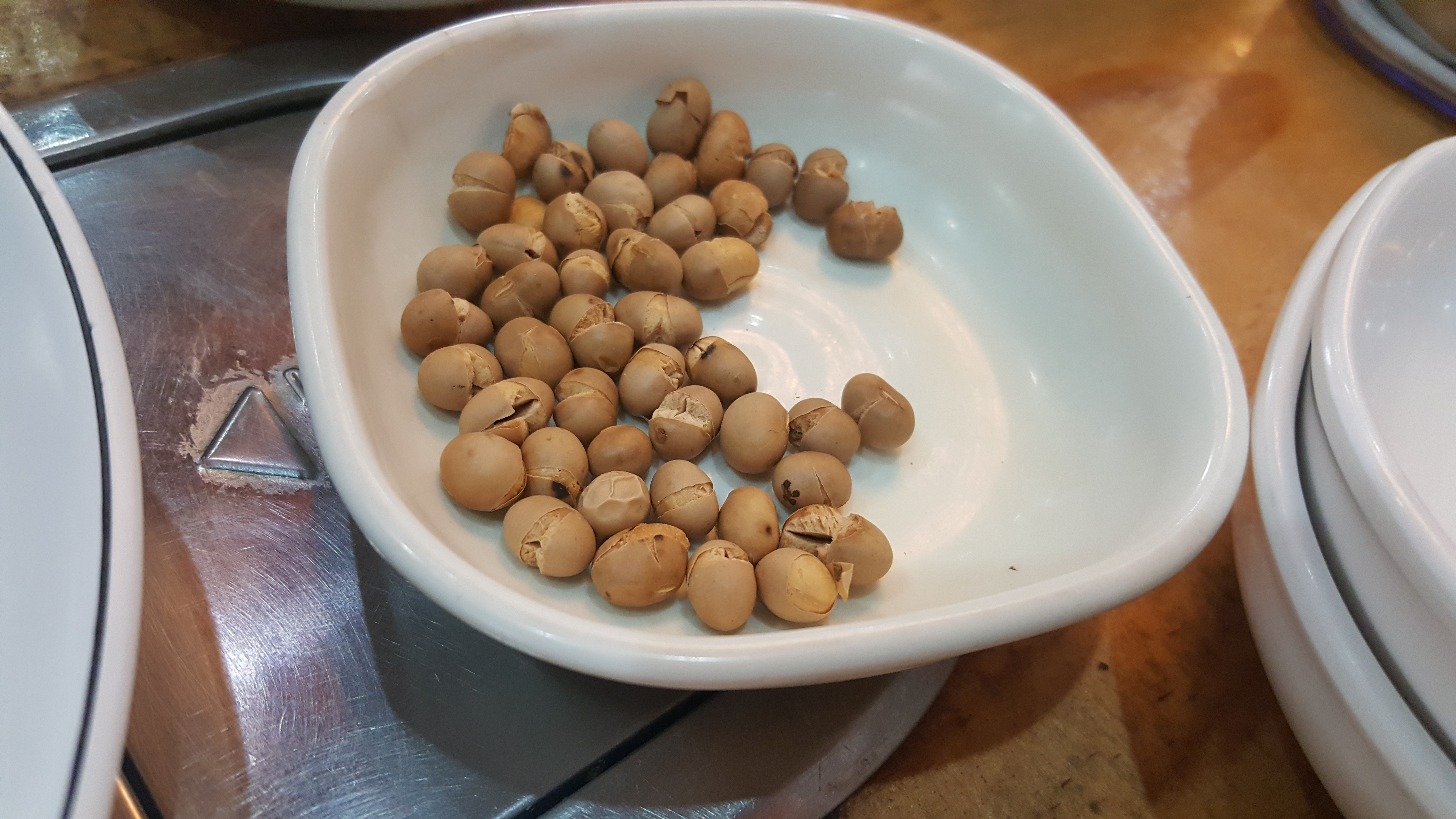
장단콩볶음